# خانلر میرزا

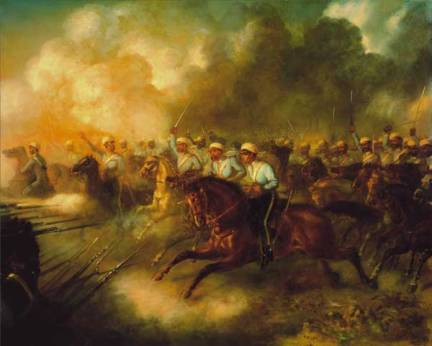
هجوم قوای انگلیس به مواضع ایرانیان در جنگ خوشاب

خانلر میرزا (درگذشتهٔ ۱۲۷۸ هـ. ق) شاهزادهٔ قاجار و ملقب به احتشام‌الدوله، پسر هفدهم عباس میرزا بود.

او درهنگام جنگ ایران و انگلیس در خوشاب حکمران خوزستان بود. چون انگلیسی‌ها در خاک ایران نیرو پیاده کردند، او در مقابل آنان ایستادگی نکرد و تمام مهمات و آذوقهٔ سپاه ایران را رها کرد و به اهواز گریخت. در این شهر نیز، باآنکه ۸۰۰۰ پیاده و سوار در خدمت داشت، نتوانست در برابر قوای ۳۰۰نفریِ انگلیس مقاومت کند و به شوشتر فرار کرد.
او در سال ۱۲۷۸ هـ. ق، درحالی‌که حاکم اصفهان بود، درگذشت.

## فرزندان
| ردیف | نام                           | تولد/وفات | نام مادر | یادداشت‌ها                                       |
| ---- | ----------------------------- | --------- | -------- | ----------------------------------------------- |
| ۱    | جلال‌الدین میرزا احتشام‌الملک   |           |          |                                                 |
| ۲    | نصرالله میرزا                 |           |          |                                                 |
| ۳    | محمد حسین میرزا احتشام‌الممالک |           |          |                                                 |
| ۴    | غلامحسین میرزا شهاب‌السلطان    |           |          |                                                 |
| ۵    | اکبر میرزا                    |           |          |                                                 |
| ۶    | احتشام‌الملوک (دختر)           |           |          |                                                 |
| ۷    | دختر                          |           |          | همسر میرزا حسن خان نائینی مادر میرزا رضا نائینی |
| ۸    | دختر                          |           |          | همسر محمدحسن میرزا معتضدالدوله                  |
| ۹    | دختر                          |           |          | همسر جواد خان گنجه                              |